# (439) Ohio
(439) Ohio es un asteroide que forma parte del cinturón de asteroides y fue descubierto el 13 de octubre de 1898 por Edwin Foster Coddington desde el observatorio Lick del monte Hamilton, Estados Unidos.

## Designación y nombre
Ohio se designó inicialmente como 1898 EB.
Más tarde fue nombrado por el estado estadounidense de Ohio.

## Características orbitales
Ohio está situado a una distancia media de 3,133 ua del Sol, pudiendo acercarse hasta 2,937 ua. Su excentricidad es 0,06258 y la inclinación orbital 19,15°. Emplea en completar una órbita alrededor del Sol 2026 días.